# Giovanni Goiran
Giovanni Battista Francesco Goiran (Nizza, 3 giugno 1842 – Roma, 6 gennaio 1914) è stato un militare e politico italiano.

## Biografia
Nato a Nizza Marittima, parte del Regno di Sardegna, dopo gli Accordi di Plombières abbandona la città natale per trasferirsi a Torino, dove viene ammesso all'accademia militare nel 1861. Sottotenente addetto allo Stato maggiore nel 1862 prende parte alla terza guerra d'indipendenza col grado di tenente aggregato alla brigata Acqui. Più volte distaccato al ministero della guerra ha insegnato alla scuola di guerra. Suo figlio Ildebrando fu ufficiale di Marina e Medaglia d'oro al valor militare.